# Carol Huynh

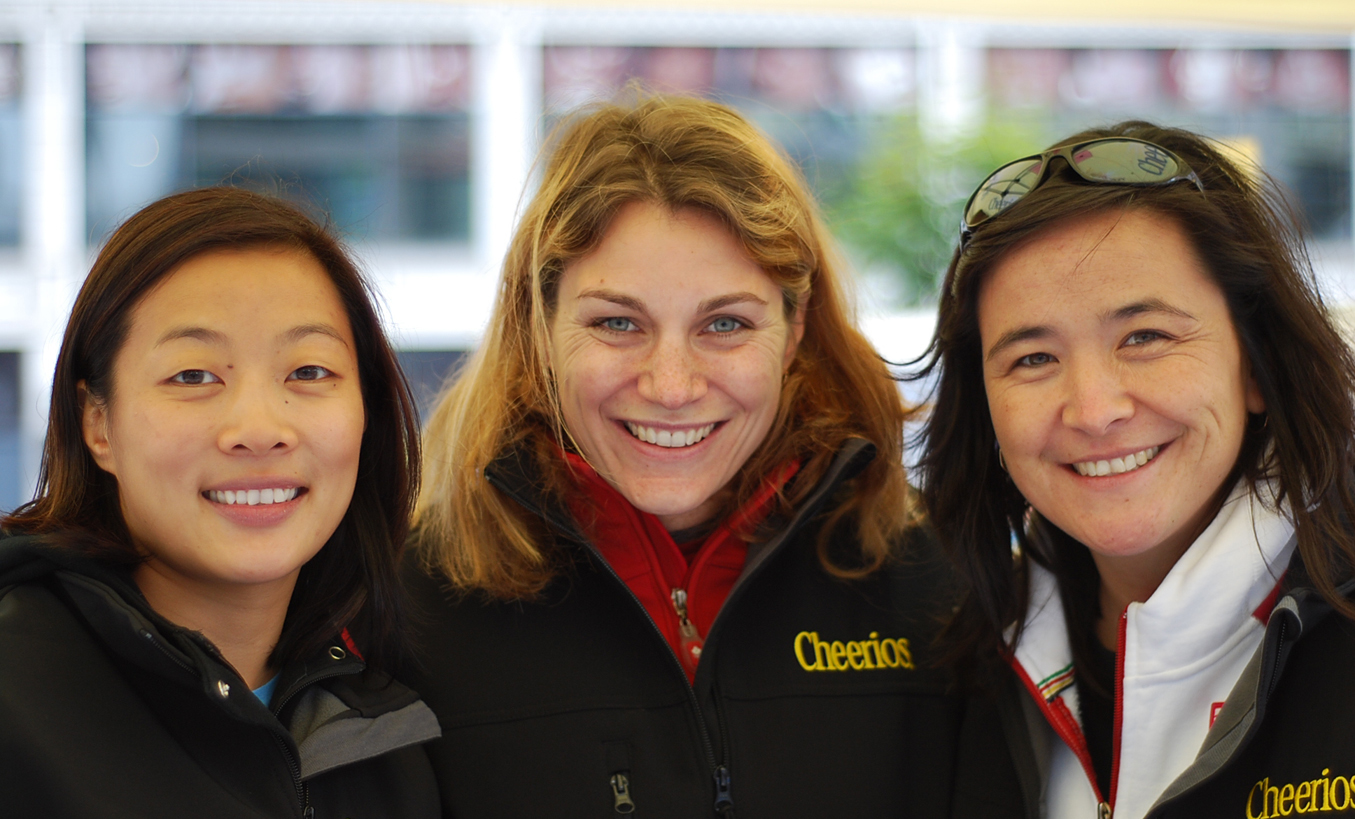
Carol Huynh, Cheryl Pounder y Vicky Sunohara.

Carol Huynh (16 de noviembre de 1980) es una luchadora de estilo libre canadiense. Huynh fue la primera medalla de oro para Canadá en la lucha libre femenina y fue la primera medalla de oro para Canadá en los Juegos Olímpicos de Pekín 2008. También ha sido dos veces campeona de los Juegos Panamericanos. El éxito también lo consiguió en los campeonatos del mundo donde Huynh ha totalizado una de plata y tres de bronce. Huynh es también una campeona nacional once veces.

## Carrera
Huynh empezó en la escena internacional como una principiante luchadora en el Campeonato Mundial en 2000, donde ganó el bronce. Continuó construyendo sobre este éxito en los próximos Campeonatos del Mundo en 2001, donde ganó la plata. Ella tendría que esperar cuatro años más hasta que lo haría de nuevo ganando la medalla en el Mundial, obteniendo el bronce de nuevo en 2005, y ganando el título en su categoría de peso de 48 kg en los Juegos Panamericanos de 2007.